# Gérard Barray
Gérard Barray, vlastním jménem Gérard Marcel Louis Baraillé (2. listopadu 1931 Toulouse, Francie – 15. února 2024 Marbella, Španělsko) byl francouzský herec.
Mezi jeho nejznámější a neslavnější filmové role patří postava D'Artagnana z příběhu o Třech mušketýrech podle románu Alexandera Dumase staršího ve francouzské filmové verzi z roku 1961. Zdatné šermíře a další dobrodružné hrdiny si zahrál např. ve filmech Scaramouche či Rytíř Pardallian a dalších.

## Filmografie, výběr
- Kapitán Fracasse
- Tři mušketýři 1, 2
- Tygr sedmi moří,
- Rytíř Pardallian 1, 2
- Scaramouche
- Poklad Aztéků a Pyramida boha Slunce (s Lexem Barkerem)